# 友田明美
友田 明美（ともだ あけみ、1960年 - ）は、日本の脳科学者、小児精神科医。福井大学教授。
熊本県熊本市出身。1979年、熊本県立第一高等学校卒業。1987年、熊本大学医学部医学科卒業。1998年、熊本大学より博士（医学）の学位を取得。論文題目「Single-photon emission computed tomography for cerebral blood flow in school phobia (不登校児における局所脳血流スペクト異常)」。2006年、熊本大学准教授。2011年、福井大学教授。2012年自然科学研究機構生理学研究所客員教授。

## 著書
- 『いやされない傷 - 児童虐待と傷ついていく脳』（診断と治療社） 2012年
- 『子どもの脳を傷つける親たち』（NHK出版） 2017年
- 『虐待が脳を変える - 脳科学者からのメッセージ』（新曜社） 2018年
- 『脳を傷つけない子育て : マンガですっきりわかる』（河出書房新社）2019年
- 『実は危ない!その育児が子どもの脳を変形させる : ほめ育てで脳は伸びる』（PFP研究所）2019年
- 『親の脳を癒やせば子どもの脳は変わる』（NHK出版）2019年
- 『マルトリートメント(マルトリ)が脳に与える影響 : 映像テキストブック』（福井大学子どものこころの発達研究センター）2020年
- 『最新脳研究でわかった子どもの脳を傷つける親がやっていること』（ＳＢクリエイティブ）2024年

## 共著
- 『学校過労死 : 不登校状態の子供の身体には何が起こっているか』（診断と治療社）1994年・『メラトニン研究の最近の進歩』（星和書店）2004年
- 『現代の養生訓 : 未病を治す』（中央法規出版社）2008年
- 『不登校外来 : 眠育から不登校病態を理解する』（診断と治療社）2009年
- 『講座子ども虐待への新たなケア(学研のヒューマンケアブックス)』（学研教育出版）2013年
- 『子どものPTSD : 診断と治療』（診断と治療社）2014年
- 『発達障害医学の進歩. 26』（診断と治療社）2014年
- 『離別後の親子関係を問い直す : 子どもの福祉と家事実務の架け橋をめざして』（法律文化社）2016年
- 『家族心理学年報 36』（金子書房）2018年
- 『虐待が脳を変える : 脳科学者からのメッセージ』（新曜社）2018年
- 『0・1・2歳児からのていねいな保育 第1巻』（フレーベル館）2018年
- 『ここまで見えてきた赤ちゃんの心の世界』（フレーベル館）2018年
- 『脳科学と少年司法』（現代人文社）2019年
- 『脳科学から考える「マルトリ予防のすすめ」 : 地域社会みんなでともに育ち合うために』（福井大学子どものこころの発達研究センター）2020年
- 『マルトリに対応する支援者のためのガイドブック : 子どもの脳とこころがすくすく育つ』（福井大学子どものこころの発達研究センター）2020年
- 『部活動学 : 子どもが主体のよりよいクラブをつくる24の視点』（ベースボール・マガジン社）2020年
- 『トラウマと依存症脳に何が起きている? 』（ASK）2024年
- 『子どものトラウマ治療 : 傷ついた脳を回復する』（診断と治療社）2025年

## 論文の査読に関する不正
子育てをする母親のオキシトシン（愛情ホルモン）分泌に関わる遺伝子の変性に関する内容の論文をオランダの学術誌に発表する際、査読を担当した千葉大学の60代教授、金沢大学の研究者および浜松医科大学の研究者に査読評価を自ら書き送り、その「評価」に従って自分の論文を「修正」して掲載許可を得るという「査読関与」の不正行為を行っていたことが明らかとなり、学術誌の出版元であるエルゼビアは2022年6月25日に該当の論文の不正を認定し撤回した。さらに母親の育児ストレスで引き起こされる脳内の神経活動に関する論文でも、同教授との同様の不適切な査読やりとりが認められ、米学術出版大手ワイリーは2022年7月23日に学術誌「ヒューマン・ブレーン・マッピング」掲載の友田の論文のひとつを撤回した。この撤回に際して、ワイリーから友田に撤回の合意を求められ、友田は自ら不正を認めて撤回に合意するとともに、国の大型研究計画である「ムーンショット」の責任者を辞任した。